# Kasteel van Maulnes
Het Kasteel van Maulnes (Frans: Château de Maulnes) is een kasteel in de Franse gemeente Cruzy-le-Châtel. Het kasteel is een beschermd historisch monument sinds 1942.